# NGC 417
NGC 417 ist eine elliptische Galaxie vom Hubble-Typ E/SB0 mit aktivem Galaxienkern im Sternbild Walfisch südlich der Ekliptik. Sie ist schätzungsweise 566 Millionen Lichtjahre von der Milchstraße entfernt und hat einen Durchmesser von etwa 100.000 Lichtjahren. 
Das Objekt wurde im Jahr 1886 vom US-amerikanischen Astronomen Francis Preserved Leavenworth entdeckt.